# 公园露台
40°44′41″N 73°51′03″W / 40.74472°N 73.85083°W
|  |

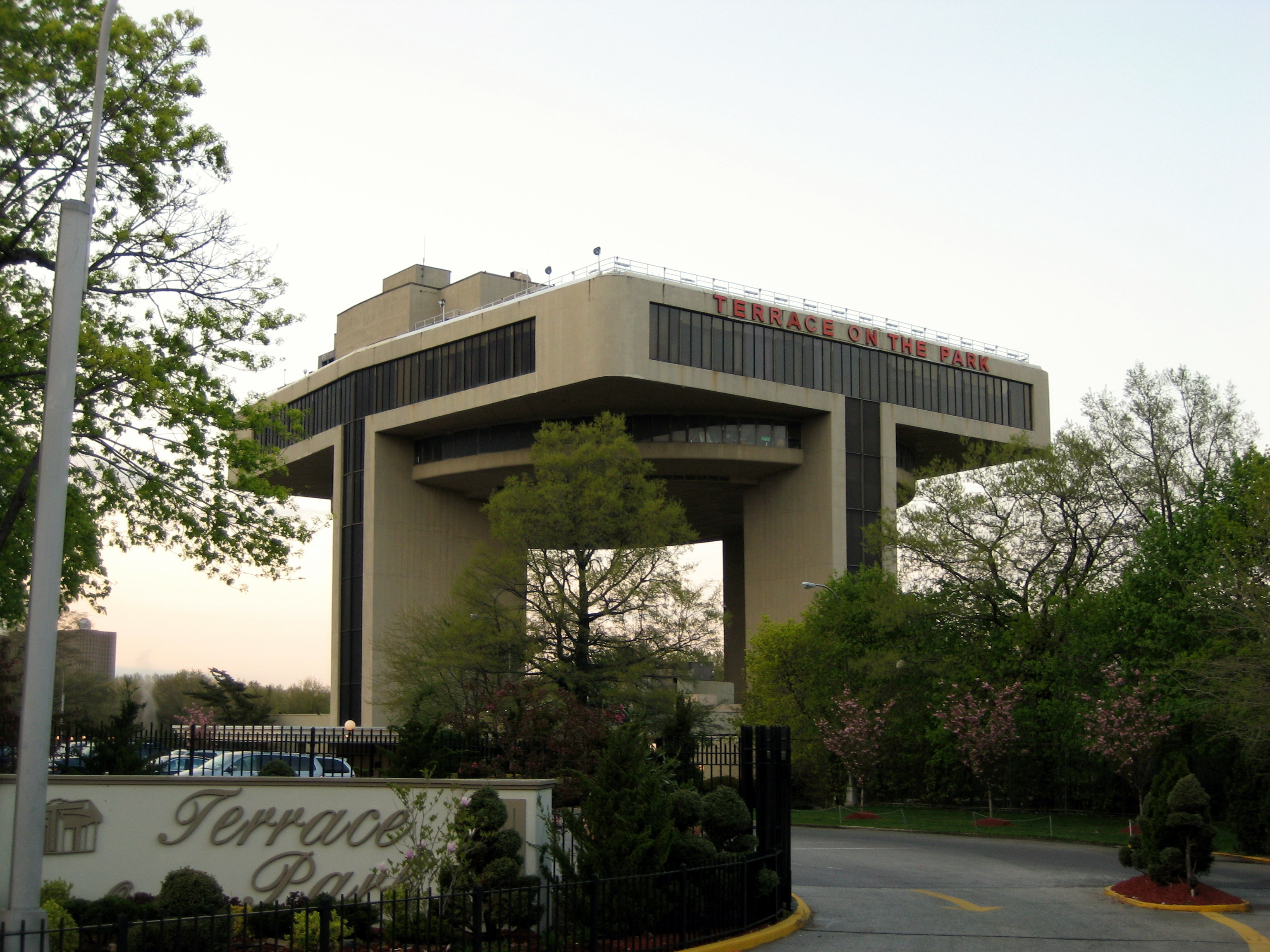
公园露台，2008年4月

公园露台是美國纽约市皇后区法拉盛草原可乐娜公园里的一座礼堂。该建筑是由纽约与新泽西港務局建造的，用作1964年世界博览会的直升飞机场。该建筑的设计者是首席建筑师艾伦·戈登·洛里默（Allan Gordon Lorimer）、工程师约翰·凯尔（John Kyle）和雷·蒙特（Ray Monte），以及规划负责人E·唐纳德·米尔斯（E. Donald Mills）。
它位于纽约科学馆的南边。建筑物的主体由四条腿支撑而悬在空中。从它上面，可以看到曼哈顿天际线的全景。它主楼层的外墙大部分是可以眺望的窗户，可以在任何方向给客人一个无遮挡的视野。
该建筑物目前的所有者是私人持有的水晶球集团（Crystal Ball Group），该集团将其作为婚礼、舞会和其它活动的宴会厅来运营。该公司每年向纽约市公园休闲局支付其总收入的20％，但至少要支付250万美元。